# Gillian Chung
Gillian Chung 鍾欣潼 (født 21. januar 1981) er en skuespiller og sanger fra Hong Kong. Hun er mest kendt som medlem af cantopop-gruppen Twins sammen med Charlene Choi.

## Biografi
Chung havde sin filmdebut i U Man, som blev udgivet i 2002 
Chung har en kandidateksamen fra Kowloon True Light Middle School og deltog i RMIT University i Melbourne.

## Edison Chen sexskandalen
Edison Chen sexskandalen i januar og februar 2008, handlede om en samling intime billeder med Gillian Chung og Edison Chen, der blev fundet online. Skandalen involverede også Bobo Chan og Cecilia Cheung.
Hun fremsatte en erklæring ved hendes første pressekonference om sagen og undskyldte overfor offentligheden for at have været naiv og dum. Offentligheden accepterede ikke hendes undskyldning, hvilket fremgik tydeligt i reaktionen på hendes tilstedeværelse ved Jade Solid Gold den 20. februar 2008. TVB, Produktionsselskabet Jade Solid Gold modtog over 500 klager, mens Hong Kong Broadcasting Authority modtog over 1200 klager over hendes tilstedeværelse på showet. Ud over hendes frivillige tilbagetrækning fra andre arrangementer, blev hendes planlagte optræden ved Sommer-OL 2008 aflyst på grund af skandalen. 

### Film
- U Man (2002)
- Summer Breeze of Love (2002)
- If U Care..(2002)
- Just One Look (2002)
- Happy Go Lucky (2003)
- Colour of the Truth (2003)
- The Twins Effect (2003)
- The Spy Dad (2003)
- The Death Curse (2003)
- Fantasia (2004)
- Protege de la Rose Noire (2004)
- Love on the Rocks (film fra 2004) (2004)
- Moving Targets (2004)
- The Twins Effect II (2004)
- Beyond Our Ken (2004)
- 6 AM (2004)
- House of Fury (2005)
- Bug Me Not! (2005)
- 49 Days (2005)
- Twins Mission (alternate title Let's Steal Together) (2007)
- Naraka 19 (2007)
- Trivial Matters (2007)
- The Fantastic Water Babes (2008) (post-production)

### TV serier
- The Monkey King (2002)
- All About Boy'z (2003)
- Sunshine Heartbeat (2004)
- Kung Fu Soccer (2004)
- The Flying Fox On Snowy Mountain (2006)
- Project A (2007)
- Rinsing Flowers and Purifying Swords (2007)